# Гаянський пепперпот
Пепперпот (англ. pepperpot) — популярна в Гаяні страва на кшталт стью, що походить з кухні корінних народів. Його традиційно подають на Різдво та інші спеціальні заходи. Поряд з курячим карі та вареним рисом, пепперпот є однією з національних страв Гаяни..
Пепперпот — тушкована м'ясна страва, сильно приправлена корицею, касарипом (спеціальний соус з кореня маніока) та іншими інгредієнтами, включаючи гострий перець. Яловичина, свинина та баранина — найпопулярніші види м'яса, хоча у деяких рецептах використовується курка. Пепперпот зазвичай подається з домашнім хлібом по-гаянски, рисом або коржами роті. Його також можна подавати з вареними овочами, такими як маніока, еддо, солодка картопля і зелені або стиглі банани.
Ця страва призначається для особливих випадків, тому що її потрібно готувати протягом декількох годин, і здебільшого її їдять на Різдво або під час різдвяних свят, а іноді й у день подарунків. Як і в оригінальному рецепті індіанців, його зазвичай готують у великому горщику, і його можна розігрівати та їсти протягом кількох днів, бо кассарип зберігає м'ясо.. Варіанти страви також подаються в інших країнах Карибського басейну, включаючи Тринідад і Тобаго, Гренаду, Сент-Вінсент і Гренадини та Ямайку.
У Філадельфії (США) готують схожу страву — філадельфійський пепперпот.